# Cratere Tyagaraja
Tyagaraja  è un cratere sulla superficie di Mercurio.